# Euepicrius filamentosus
Euepicrius filamentosus är en spindeldjursart som beskrevs av Womersley 1942. Euepicrius filamentosus ingår i släktet Euepicrius och familjen Ologamasidae. Inga underarter finns listade i Catalogue of Life.